# Invisible (Duran Duran)
Invisible è un singolo del gruppo musicale britannico Duran Duran, pubblicato il 19 maggio 2021 come primo estratto dall'album Future Past. La copertina del singolo è stata realizzata con la collaborazione dell'artista giapponese Daisuke Yokota. Invisible è stata suonata dal vivo, per la prima volta, durante la serata dedicata ai Billboard Music Award nel 2021, insieme a Graham Coxon.

## Videoclip
Del brano musicale è stato realizzato anche un videoclip ideato da Huxley, un programma di intelligenza artificiale.